# Torneo de Zhuhai
El Torneo de Zhuhai, oficialmente Huafa Properties Zhuhai Championships, fue un torneo oficial de tenis de la ATP que se realizó en Zhuhai, China. Se llevó a cabo entre 2019 y 2023, y se jugó sobre pistas duras al aire libre, siendo de categoría ATP 250.
En mayo de 2024, se anunció su relocalización a la ciudad de Hangzhou.

## Campeones

### Individual
| Año  | Campeón                                            | Finalista                                          | Resultado                                          |
| ---- | -------------------------------------------------- | -------------------------------------------------- | -------------------------------------------------- |
| 2019 | Álex de Miñaur                                     | Adrian Mannarino                                   | 7-6(4), 6-4                                        |
| 2020 | Torneo cancelado debido a la Pandemia de COVID-19. | Torneo cancelado debido a la Pandemia de COVID-19. | Torneo cancelado debido a la Pandemia de COVID-19. |
| 2021 | Torneo cancelado debido a la Pandemia de COVID-19. | Torneo cancelado debido a la Pandemia de COVID-19. | Torneo cancelado debido a la Pandemia de COVID-19. |
| 2022 | Torneo cancelado debido a la Pandemia de COVID-19. | Torneo cancelado debido a la Pandemia de COVID-19. | Torneo cancelado debido a la Pandemia de COVID-19. |
| 2023 | Karen Khachanov                                    | Yoshihito Nishioka                                 | 7-6(2), 6-1                                        |

### Dobles
| Año  | Campeones                                          | Finalistas                                         | Resultado                                          |
| ---- | -------------------------------------------------- | -------------------------------------------------- | -------------------------------------------------- |
| 2019 | Sander Gillé Joran Vliegen                         | Marcelo Demoliner Matwé Middelkoop                 | 7-6(2), 7-6(4)                                     |
| 2020 | Torneo cancelado debido a la Pandemia de COVID-19. | Torneo cancelado debido a la Pandemia de COVID-19. | Torneo cancelado debido a la Pandemia de COVID-19. |
| 2021 | Torneo cancelado debido a la Pandemia de COVID-19. | Torneo cancelado debido a la Pandemia de COVID-19. | Torneo cancelado debido a la Pandemia de COVID-19. |
| 2022 | Torneo cancelado debido a la Pandemia de COVID-19. | Torneo cancelado debido a la Pandemia de COVID-19. | Torneo cancelado debido a la Pandemia de COVID-19. |
| 2023 | Jamie Murray Michael Venus                         | Nathaniel Lammons Jackson Withrow                  | 6-4, 6-4                                           |